# Pristimantis lemur
Espèce
Synonymes
- Eleutherodactylus lemur Lynch & Rueda-Almonacid, 1998

Statut de conservation UICN

 VU  : Vulnérable
Pristimantis lemur est une espèce d'amphibiens de la famille des Craugastoridae.

## Répartition
Cette espèce est endémique du versant Est de la cordillère Centrale en Colombie. Elle se rencontre entre 1 800 et 2 650 m d'altitude :
- dans les municipalités de Pensilvania et de Samaná dans le département de Caldas ;
- dans la municipalité de Guatapé dans le département d'Antioquia.

## Description
Les mâles mesurent de 19,3 à 22,7 mm et les femelles de 24,7 à 27,8 mm.
Cette espèce est crème, jaune ou brun pâle avec des taches grises, noires ou vertes et l'iris jaune à orange.

## Publication originale
- Lynch & Rueda-Almonacid, 1998 : New frogs of the genus Eleutherodactylus from the eastern flank of the northern Cordillera Central of Colombia. Revista de la Academia Colombiana de Ciencias Exactas Fisicas y Naturales, vol. 22, no 85, p. 561-570 (texte intégral).